# BowieNet
BowieNet fue un proveedor de servicios de internet lanzado por el cantautor David Bowie en 1998 y activo hasta 2006.

## Historia
Bowie fue uno de los primeros usuarios de Internet y, según los informes, usaba correo electrónico a fines de la década de 1980, y en 1996 lanzó la canción «Telling Lies» como descarga de Internet, el primer sencillo descargable de un artista importante.
En 1997 y 1998, Bowie trabajó con Robert Goodale y Ron Roy para comprender el potencial de Internet como recurso para la distribución de música y el alcance de los fanáticos. BowieNet se lanzó en septiembre de 1998, y ofrecía acceso telefónico a Internet por 19,95 dólares al mes o 10,00 libras esterlinas en el Reino Unido. Los usuarios con otro ISP podrían pagar $5.95 para acceder a www.davidbowie.com. Para el servicio, Bowie se asoció con las empresas de servicios de red UltraStar y Concentric Network Corp (ahora XO Communications). En su apogeo, BowieNet tenía alrededor de 100 000 clientes.
BowieNet dejó de operar en 2006.

## Contenido exclusivo
Los miembros recibieron una dirección de correo electrónico que terminaba en @davidbowie.com y tenían acceso exclusivo a grabaciones de audio, videos musicales y salas de chat, en las que el mismo Bowie participó. Bowie se hizo llamar «Sailor» en el chat. Aparecía sin previo aviso y hablaba, con un invitado especial que a veces se unía, y en el sitio subía fotos personales, así como imágenes de sus pinturas y algunos de sus diarios. «Sailor» es un anagrama de «Isolar», palabra con la cual Bowie nombró sus giras mundiales de 1976 y 1978.

### Concurso de canto
En 1999, Bowie realizó un concurso a través de su sitio web para ayudarlo a coescribir una canción. Más de 80.000 personas enviaron letras. La letra elegida fue escrita por un estadounidense de 20 años sobre el concepto de una existencia virtual en Internet. La grabación de la canción se transmitió en vivo a través de un webcast interactivo de 360 grados, una tecnología innovadora en ese momento. La canción titulada «What's Really Happening?», Fue lanzada más tarde en el álbum 'Hours...' de 1999.

### LiveAndWell.com
En 1997, durante el Earthling Tour de Bowie, se grabaron pistas en vivo para el lanzamiento de un álbum en vivo, pero Virgin, el sello de Bowie, canceló el lanzamiento. Después de esa cancelación, Bowie armó y lanzó un álbum en vivo diferente, compuesto por pistas grabadas en varias de las giras de Bowie de mediados a fines de la década de 1990, exclusivamente para suscriptores de BowieNet como LiveAndWell.com (1999). Relanzado en 2000, nuevamente exclusivamente para los suscriptores de BowieNet pero con un CD adicional de remixes, LiveAndWell.com no estuvo disponible para los no suscriptores hasta su (re)lanzamiento público en 2021, que no incluía el CD adicional.

### BowieWorld
El sitio ofrecía acceso a BowieWorld, un entorno 3D que permitía a los usuarios controlar un avatar que podía caminar por una ciudad tridimensional, decorado con imágenes elegidas por Bowie, incluidas fotografías de sí mismo y carteles, y comunicarse con otros usuarios.